# 布倫嫩韋格拉本河

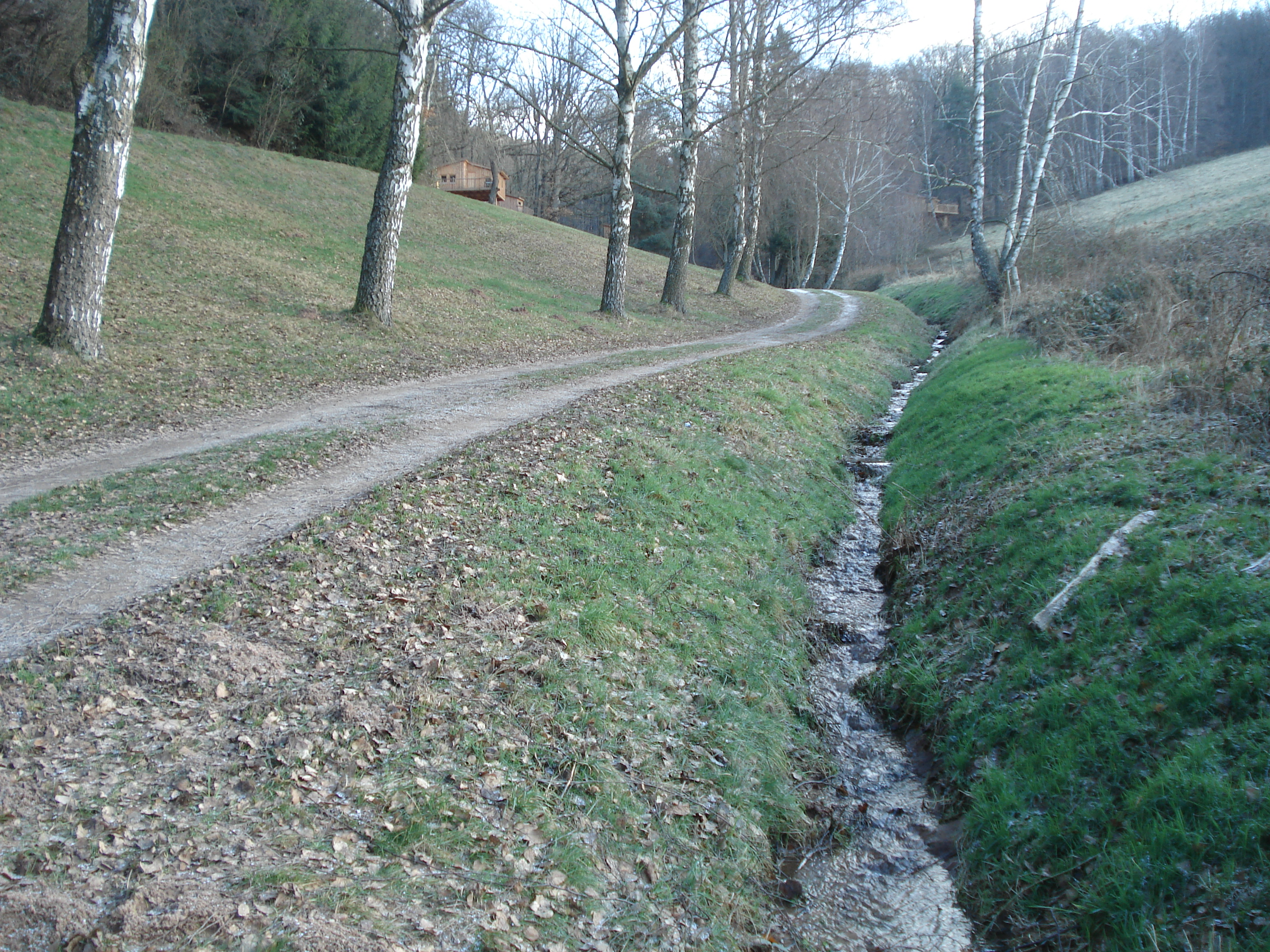

49°48′3.59″N 9°15′20.33″E / 49.8009972°N 9.2556472°E
布倫嫩韋格拉本河（德語：Brunnenweggraben），是德國的河流，位於該國東南部，由巴伐利亞負責管轄，屬於奧巴赫河的左支流，河道全長2.8公里，流域面積2.2平方公里。